# Larinia chloris
Larinia chloris är en spindelart som först beskrevs av Jean Victor Audouin 1826.  Larinia chloris ingår i släktet Larinia och familjen hjulspindlar. Inga underarter finns listade i Catalogue of Life.